# Asota latiradia
Asota latiradia är en fjärilsart som beskrevs av Swinhoe 1905. Asota latiradia ingår i släktet Asota och familjen nattflyn. Inga underarter finns listade i Catalogue of Life.